# Crni Vrh (Čelinac, BiH)
Crni Vrh je naseljeno mjesto u sastavu općine Čelinac, Republika Srpska, BiH.

## Stanovništvo
| Crni Vrh           |              |
| godina popisa      | 1991.        |
| Srbi               | 743 (98,28%) |
| Muslimani          | 0            |
| Hrvati             | 0            |
| Jugoslaveni        | 7 (0,92%)    |
| ostali i nepoznato | 6 (0,79%)    |
| ukupno             | 756          |

Crni Vrh kao samostalno naseljeno mjesto postoji od popisa 1991. godine.